# Luna Park (1903)
Luna Park var en nöjespark på Coney Island i Brooklyn i New York City. Parken var belägen i ett område mellan Surf Avenue i söder, West 8th Street i öster, Neptune Avenue i norr och West 12th Street i väster. Luna Park öppnade år 1903 och stängdes år 1944.
Innan Luna Park uppfördes låg det ett annat nöjesfält på samma plats: Sea Lion Park, som var "den första inhägnade permanenta nöjesparken i Nordamerika". Parken var öppen mellan år 1895 och 1902 och var den andra av tre stora parker som byggdes på Coney Island. De andra var Steeplechase Park (1897, av George C. Tilyou) och Dreamland (1904, av  William H. Reynolds). Luna Park så gott som totalförstördes i en eldsvåda år 1944, öppnade aldrig igen och revs två år senare. En annan park med namnet Luna Park öppnade i närområdet år 2010 men har ingen anknytning till den gamla parken.